# Phascolonus
Phascolonus — рід доісторичних австралійських сумчастих з родини вомбатових. Найбільший вид, Phascolonus gigas, важив аж 200 кг. Phascolonus існував поряд із ще більшим сумчастим, Diprotodon, який важив аж три тонни і був віддалено спорідненим з вомбатами. Обидва зникли в кінці пізнього плейстоцену в результаті четвертинного вимирання разом з багатьма іншими великими австралійськими тваринами.

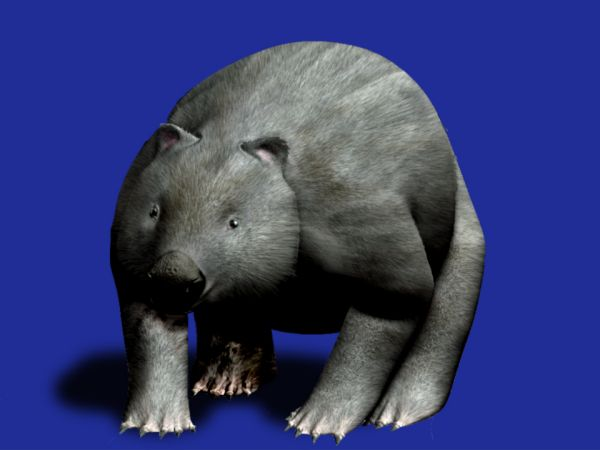
Цифрова реконструкція Phascolonus